# Jacob Reiners

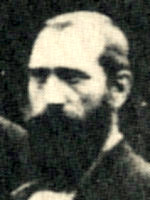
Jacob Reiners

Jacob (Jakob) Reiners (* 28. Februar 1828 in Lobberich am Niederrhein; † 17. 19. oder 21. September 1907 in Brühl) war ein deutscher Porträt-, Genre- und Landschaftsmaler der Düsseldorfer Schule.

## Leben und Wirken
Reiners war der Sohn des Färbers Peter Jacob Reiners und der Färberin Sybilla Catharina (geborene Kauertz). Nach seiner Schulzeit studierte er von 1847 bis 1850 Malerei an der Düsseldorfer Kunstakademie und wurde Meisterschüler von Friedrich Wilhelm von Schadow und Karl Ferdinand Sohn. Weitere Lehrer waren Josef Wintergerst und Rudolf Wiegmann. Im Jahr 1848 gehörte Reiners zu den 112 Mitbegründern des Düsseldorfer Malkastens. Neben seinen künstlerischen Tätigkeiten unterrichtete er an einer Höheren Knabenschule.
Reiners war verheiratet mit Theodora (geborene Aldenhoven). Das Paar hatte mehrere Kinder, unter ihnen der spätere Kunsthistoriker Heribert Reiners, der seinem Vater 1909 zur Erinnerung das Werk Die rheinischen Chorgestühle der Frühgotik in Deutschland ein Kapitel der Rezeption der Gotik in Deutschland widmete.
Die letzten Monate seines Lebens verbrachte Reiners in Brühl, wo er 1907 verstarb. Er fand seine letzte Ruhestätte auf dem Lobbericher Friedhof. Zu Ehren der Familie Reiners wurde in Lobberich eine Straße nach ihm benannt. Bei der Reinersstraße in Kempen ist dagegen eher der Maler C(ornelius) A. Reiners gemeint, der 1731 in Lobberich seine Firmung erhielt; eine Verwandtschaft konnte nicht nachgewiesen werden.

## Werke (Auswahl)
Viele Werke von Reiners sind nicht überliefert, einige sind in einschlägigen Auktionskatalogen zu finden. Schwerpunkt seines künstlerischen Schaffens war die Porträtmalerei, insbesondere im Bereich des rheinischen und westfälischen Adels. Darüber hinaus beschäftigte er sich mit christlichen Werken. So war er beispielsweise maßgeblich verantwortlich für die Restaurierung des Altargemäldes in der Lambertuskapelle in Eupen, die von einem unbekannten Künstler angefertigte Kopie des Gemäldes Himmelfahrt Mariä von Peter Paul Rubens. Er beschäftigte sich auch mit der Sittenmalerei so beispielsweise mit dem Bildnis Die Kartenlegerin, das als verschollen gilt. Des Weiteren fertigte er Interieurs und stimmungsvolle Landschaften.